# Ai đã giết Jessie ?
Kẻ nào muốn giết Jessie ?, hay Ai đã giết Jessie ? (tiếng Séc: Kdo chce zabít Jessii ?) là một bộ phim giả tưởng - hài hước của đạo diễn Václav Vorlíček, ra mắt lần đầu năm 1966.

## Diễn viên
Dana Medřická (Růžena Beránková), Jiří Sovák (Jiří Beránek), Olga Schoberová (Jessie), Juraj Višný (Siêu nhân), Karel Effa, Vladimír Menšík, Jan Libíček, Valtr Taub, Bedřich Prokoš, Ilja Racek, Otto Šimánek, Svatopluk Skládal, Čestmír Řanda st., Jaromír Spal, Jan Pohan, Jiří Lír, Richard Lederer, Alena Bradáčová, Jiří Steimar, František Holar, Jaroslav Kepka, Ivo Gübel, Vladimír Menšík, Jan Cmíral st., Zuzana Martínková, Jitka Zelenohorská, Magdalena Rychlíková, Oldřich Velen, Helena Růžičková, Jan Skopeček, Zdeněk Blažek, Jan Schmitt, Karel Houska và nhiều diễn viên khác.